# Cycas media
Cycas media R.Br., 1810 è una pianta appartenente alla famiglia delle Cycadaceae, endemica dell'Australia.
L'epiteto specifico deriva dal latino media di mezzo, forse riferendosi alla forma morfologicamente intermedia di questa specie.

## Distribuzione e habitat
Cycas media è diffusa nelle aree costiere del Queensland nord-occidentale, dal livello del sino a 860 m di altitudine.

L'habitat tipico è rappresentato dai boschi di Eucalyptus.